# (340071) Vanmunster
(340071) Vanmunster est un astéroïde de la ceinture principale.

## Description
(340071) Vanmunster est un astéroïde de la ceinture principale. Il fut découvert le 9 novembre 2005 à Uccle par Peter De Cat. Il présente une orbite caractérisée par un demi-grand axe de 2,35 UA, une excentricité de 0,14 et une inclinaison de 5,2° par rapport à l'écliptique.

## Compléments